# Buerbreen
Buarbreen is een  gletsjer en zijarm van de Folgefonnagletsjer in het nationaal park Folgefonna. Hij ligt bij Odda in de provincie Vestland in Noorwegen.